# Dánský kostel v Paříži
Dánský kostel v Paříži (fr. Église danoise de Paris, dánsky oficiálně Frederikskirken tj. Frederikův kostel) je evangelicko-luteránský farní kostel v 8. obvodu v Paříži, v ulici Rue Lord Byron. Kostel spravuje Dánská národní církev, která je státní církví Dánského království, respektive Dánská zámořská a zahraniční církev (Danske Sømands- og Udlandskirker). Kostel je formálně vlastněný dánským státem.

## Historie
Prvními Dány, kteří se v Paříži objevili, byli již Vikingové, kteří v raném středověku několikrát připluli po Seině a dobyli město. V následujících staletích Dánové v Paříži studovali na Pařížské univerzitě nebo zde žili, např. biskupové Absalon (1128–1201) a Anders Sunesen (1167–1228), vědci Ludvig Holberg, Niels Stensen a Ole Rømer, spisovatelé Hans Christian Andersen a Christian Winther (1796–1876) nebo malíři Peder Severin Krøyer (1851–1909) a Kristian Zahrtmann (1843–1917).
Samotné dějiny dánské církve v Paříži lze rozdělit do čtyř etap. První období začalo v roce 1660, kdy bylo velvyslancům z nekatolických zemí povoleno ve vlastních domech sloužit církevní obřady podle zvyklostí v jejich rodné zemi. Proto byli první dánští kněží, kteří přišli do Paříže, úzce spjatí s velvyslanectvím. V roce 1807 získali protestanti náboženskou svobodu, takže od roku 1810 již kněz nebyl přidělen přímo k velvyslanectví.
Druhé období začalo v roce 1876, kdy vznikl církevní výbor pro podporu norsko-dánského kostela, který by sloužil skandinávským obyvatelům v Paříži. V roce 1923 se Dánové odtrhli, aby mohli založit vlastní kostel a tím začalo třetí období. Pronajali si luteránský kostel sv. Jana na Rue de Grenelle v 7. obvodu. Součástí kostela byla i škola vyučující pro zájemce dánštinu, dánské dějiny a jeho geografii.
Čtvrtá perioda trvá od meziválečného období, kdy byla vyhlášena sbírka na stavbu vlastního kostela. Ovšem okupace Paříže roku 1940 aktivity přerušila. Po druhé světové válce byla činnost obnovena. Město Paříž nabídlo církvi pozemek v Bois de Boulogne, ale mezitím dánská vláda koupila parcelu mezi Avenue des Champs-Élysées a Rue lord Byron. Zde začala v roce 1952 výstavba Dánského domu směrem na Avenue des Champs-Élysées a na druhé straně pozemku byl dne 18. října 1953 položen základní kámen kostela. Výstavba byla financována státem a ze soukromých darů. Slavnostní otevření kostela se uskutečnilo 24. dubna 1955 za přítomnosti krále Frederika IX. a královny Ingrid. Panovník udělil kostelu výsadu, že může nosit královské jméno (Frederikskirken).
V roce 1998 byl kostel rekonstruován a byly pořízeny nové varhany. Znovuotevření kostela 4. října se zúčastnila královna Markéta II.

## Architektura
Kostel i Dánský dům postavil architekt Tyge Hvass (1885–1963). Kostel má 110 míst a kapacitu je možné zvýšit otevřením dveří do přilehlé studovny. Obě stavby leží na historické ose, zakončené mrakodrapem La Grande Arche, který vytvořili také Dánové, architekt Johan Otto von Spreckelsen a inženýr Erik Reitzel (1941–2012).